# Secondigné-sur-Belle
Secondigné-sur-Belle és un municipi francès situat al departament de Deux-Sèvres i a la regió de la Nova Aquitània. L'any 2007 tenia 522 habitants.

## Demografia

### Població
El 2007 la població de fet de Secondigné-sur-Belle era de 522 persones. Hi havia 218 famílies de les quals 56 eren unipersonals (28 homes vivint sols i 28 dones vivint soles), 71 parelles sense fills, 83 parelles amb fills i 8 famílies monoparentals amb fills.
La població ha evolucionat segons el següent gràfic:
Habitants censats

### Habitatges
El 2007 hi havia 257 habitatges, 216 eren l'habitatge principal de la família, 13 eren segones residències i 29 estaven desocupats. 251 eren cases i 6 eren apartaments. Dels 216 habitatges principals, 170 estaven ocupats pels seus propietaris, 40 estaven llogats i ocupats pels llogaters i 5 estaven cedits a títol gratuït; 1 tenia una cambra, 15 en tenien dues, 36 en tenien tres, 50 en tenien quatre i 113 en tenien cinc o més. 179 habitatges disposaven pel capbaix d'una plaça de pàrquing. A 86 habitatges hi havia un automòbil i a 112 n'hi havia dos o més.

### Piràmide de població
La piràmide de població per edats i sexe el 2009 era:
| Homes | Edats   | Dones |
| ----- | ------- | ----- |
| 0     | 95 o +  | 0     |
| 4     | 90 a 94 | 4     |
| 4     | 85 a 89 | 0     |
| 4     | 80 a 84 | 8     |
| 24    | 75 a 79 | 24    |
| 8     | 70 a 74 | 20    |
| 20    | 65 a 69 | 0     |
| 12    | 60 a 64 | 12    |
| 8     | 55 a 59 | 12    |
| 12    | 50 a 54 | 8     |
| 12    | 45 a 49 | 20    |
| 12    | 40 a 44 | 8     |
| 16    | 35 a 39 | 4     |
| 20    | 30 a 34 | 16    |
| 16    | 25 a 29 | 28    |
| 12    | 20 a 24 | 8     |
| 4     | 15 a 19 | 16    |
| 8     | 10 a 14 | 8     |
| 12    | 5 a 9   | 8     |
| 36    | 0 a 4   | 4     |

## Economia
El 2007 la població en edat de treballar era de 304 persones, 236 eren actives i 68 eren inactives. De les 236 persones actives 228 estaven ocupades (129 homes i 99 dones) i 8 estaven aturades (4 homes i 4 dones). De les 68 persones inactives 27 estaven jubilades, 16 estaven estudiant i 25 estaven classificades com a «altres inactius».

### Ingressos
El 2009 a Secondigné-sur-Belle hi havia 214 unitats fiscals que integraven 532 persones, la mediana anual d'ingressos fiscals per persona era de 15.735 €.

### Activitats econòmiques
Dels 9 establiments que hi havia el 2007, 2 eren d'empreses de fabricació d'altres productes industrials, 2 d'empreses de construcció, 2 d'empreses de comerç i reparació d'automòbils, 1 d'una empresa de transport, 1 d'una empresa immobiliària i 1 d'una empresa de serveis.
L'únic servei als particulars que hi havia el 2009 era un paleta.
L'any 2000 a Secondigné-sur-Belle hi havia 45 explotacions agrícoles que ocupaven un total de 1.500 hectàrees.

## Equipaments sanitaris i escolars
El 2009 hi havia una escola elemental integrada dins d'un grup escolar amb les comunes properes formant una escola dispersa.

## Poblacions més properes
El següent diagrama mostra les poblacions més properes.